# Nicola Berti
Nicola Berti (Salsomaggiore Terme, 14 de Abril de 1967) é um ex-futebolista profissional italiano que atuava como meia.

## Carreira
Berti jogou nas décadas de 80 e 90. Jogou a maior parte de sua carreira na Inter de Milão. Com a Inter Berti ganhou o scudetto 1988-89, a Supercopa da Itália 1988-89 e as Copas da UEFA 1990-91 e 1993-94. Depois ele jogou pelo Tottenham Hotspur, vencendo a Copa da Liga Inglesa em 1999.

## Seleção italiana
Ele também jogou pela Seleção Italiana de Futebol nas Copas do Mundo de 1990 e 1994. Berti representou a Itália em 39 ocasiões, marcando 3 gols.

## Clubes
- Parma 1982-85
- Fiorentina 1985-88
- Internazionale 1988-98
- Tottenham Hotspur 1998-99
- Northern Spirit 1999
- Alavés 1999-00

## Títulos

### Clube
Parma
- Serie C: 1983–84

Inter
- Serie A: 1988–89; Vice 1992–93
- Supercoppa Italiana: 1989
- UEFA Cup: 1990–91, 1993–94; Vice 1996–97

Tottenham Hotspur F.C.
- Copa da Liga Inglesa: 1998–99

### Individual
- Pirata d'Oro (Internazionale futebolista do ano): 1994[1]